# 日見
日見（ひみ）は、長崎県長崎市の地域である。旧西彼杵郡。
自治体としての日見村の沿革については当該項目を参照のこと。
日見地区（長崎市役所日見支所管内）の人口は8,030人（平成26年3月末日現在）。

## 概要
長崎市東部の橘湾に面した地域である。
1955年2月1日に旧西彼杵郡日見村が編入合併されたことにより長崎市の市域に含まれることになった。
中心部から日見峠を越えた向こう側にある。
隣接する東長崎地区との結びつきが強く、行政上は別地区であるものの、日見を含んで「東長崎」地区とみなす市民も多い。

## 町
1955年の長崎市編入以降、1956年末までは6名をそのまま用い、翌1957年1月1日、町名設置を実施した。
| 1889年          | 1957年       | 1993年         | 現在           |
| --------------- | ------------ | -------------- | -------------- |
| 日見村河内名    | 長崎市芒塚町 | 長崎市芒塚町   | 芒塚町         |
| 日見村宿名      | 長崎市宿町   | 長崎市宿町     | 宿町           |
| 日見村界名      | 長崎市界町   | 界1丁目・2丁目 | 界1丁目・2丁目 |
| 日見村網場名    | 長崎市網場町 | 長崎市網場町   | 網場町         |
| 日見村小崎名※   | 長崎市春日町 | 長崎市春日町   | 春日町         |
| 日見村古賀浦名※ | 長崎市潮見町 | 長崎市潮見町   | 潮見町         |

※小崎名・古賀浦名は1898年に茂木村より編入した。

### 現在の町
網場町（あば）
漁業地域。西部には長崎総合科学大学とその附属高校がある。現在は住宅も多い。
春日町（かすが）
海沿いの地区だが、中心部と著しく離れており、人口は少ない。県道34号が町内を縦断している。
界1丁目・2丁目（さかい）
1丁目は23街区、2丁目は24街区。住宅地。市役所日見支所、日見小学校、日見中学校がある。
潮見町（しおみ）
海沿いの地区だが、中心部と著しく離れており、人口は少ない。県道34号が町内を縦断し、茂木地区に通じている。
宿町（しゅく）
旧来からの日見地区の中心部で、国道34号より南側に商業地区・住宅街が密集する。長崎ペンギン水族館・長崎河川国道事務所がある。また、卸団地も一部当町に属する。
かつて長崎街道の宿場町があったことから、この名が付いた。
芒塚町（すすきづか）
谷あいの地域であるが、交通の便がよく、住宅は増加している。農業地域。国道34号の日見バイパスの起点。ハーフインター形式の立体交差になっている。旧道は県道116号となり、県道の方に長崎自動車道長崎芒塚インターチェンジがある。

## 交通

### 鉄道・バス
- 長崎県交通局（長崎県営バス）

### 道路
- 長崎自動車道（長崎芒塚インターチェンジ）
- 国道34号
- 長崎県道34号野母崎宿線
- 長崎県道116号長崎芒塚インター線
- 長崎街道

## 施設

### 公共
- 長崎市役所日見支所
- 長崎河川国道事務所

### 教育機関
- 長崎市立日見中学校
- 長崎市立日見小学校
- 長崎総合科学大学
  - 長崎総合科学大学附属高等学校

### 商業
- FOODS PEOPLE日見店
- エレナ日見店
- ザ・ダイソー日見店

### 金融機関等
- 十八親和銀行日見支店
- 十八親和銀行日見中央支店
- 日見郵便局

### 医療機関
- 日見中央病院